# Bradysia scabricornis
Bradysia scabricornis är en tvåvingeart som beskrevs av Risto Kalevi Tuomikoski 1960. Bradysia scabricornis ingår i släktet Bradysia, och familjen sorgmyggor. Arten är reproducerande i Sverige.